# 대체 연료
대체 연료(代替燃料)는 기존의 화석 연료(석유, 석탄, 천연 가스 등)나 핵 연료(우라늄 등)이 아닌 물질 중에 연료로 사용 가능한 것을 말한다. 예컨대 바이오디젤이나 알코올(에탄올, 부탄올), 화학 전지나 연료 전지, 식물성 유지 등의 바이오매스가 있다.

## 경제성
중동의 석유는 배럴당 몇 달러식으로 국제유가가 매일 거래되고 있으며, 언론을 통해 보도된다. 2008년 기준으로, 중동 석유가 배럴당 100달러를 넘어서고, 곧 배럴당 200달러 시대가 도래할 것이라는 예측이 있자, 기존에는 언급되지 않던 다양한 안들이 검토되거나 시행되고 있다.

### 바이오 에탄올: 배럴당 50달러
2007년 6월 26일 에너지경제연구원이 발간한 '수송용 바이오 에탄올 도입의 경제성' 보고서에 따르면, 에탄올은 휘발유에 비해 열량이 65%,연비는 70% 수준이란 점을 감안할 때, "수송용 연료로서 바이오 에탄올의 경제성을 확보하려면 국제 유가가 배럴당 50달러 이상일 경우 브라질 등으로부터 kL당 300달러 이하로 공급받을 수 있어야 한다"고 진단했다. 또 국제 유가가 배럴당 60달러와 70달러 선에서는 바이오 에탄올의 도입 가격이 각각 kL당 350달러, 400달러를 넘지 않아야 의미가 있다고 분석했다.

### 미국의 석유: 배럴당 50달러
미국에는 현재 미개발 석유 매장량이 약 750억 배럴에 달하고 이 중 21%가 미국 연안에 산재해 있다. 연안 석유 부존량은 미국의 10년간 소비량에 해당한다. 미국의 연간 석유 소비량은 전 세계 연간 소비량의 50% 정도이다. 미국은 환경 보호 차원에서 석유 시추를 억제했지만 중동 등 석유수출국기구(OPEC) 소속 산유국의 생산비에 비해 경쟁력이 떨어져 시추 시도도 하지 못했다. 최소한 국제 유가가 배럴당 50달러가 넘지 않는다면 미국 내 석유 생산은 경제성이 없었기 때문이다.

### 러시아의 석유
러시아의 시베리아에는 석유가 많은데, 채굴비용이 많이 들어서, 중동 석유에 비해 경제성이 낮다고 하여, 그동안 시추되지 않았다. 그러나, 고유가인 2008년 기준으로, 러시아는 전 세계 원유생산국 1위이다.

### 가스하이드레이트: 배럴당 55달러
이 분야의 최고 선진국은 일본이다. 해저 탐사 기술은 러시아가 선두지만, 자본 투입 능력에선 일본에 뒤진다. 동해쪽 해저를 포함해 이미 100년간 사용할 메탄 하이드레이트를 발견해 놓은 일본은 2016년 상용화를 목표로 개발에 총력을 기울이고 있다. 일본 경제산업성은 2007년 1월 보고를 통해, 메탄 하이드레이트에서 추출한 가스 가격이 배럴당 54∼77달러에 이를 것으로 추정했다. 이는 독도의 영유권 분쟁과 크게 연관되어 있다. 독도 주변 해저에서 메탄 하이드레이트가 대량 발견되고 있다. 2005년 6월 한국 정부 개발사업단이 울릉도 남쪽 100km 지점 해저에서 6억t가량(한국 천연가스 소비량 30년치)을 발견한 것이 단적인 사례다.
1m³의 메탄 하이드레이트를 분해하면 172m³의 메탄가스를 얻을 수 있을 만큼 에너지 효율이 아주 높다. 게다가 연소 시 휘발유나 천연가스에 비해 이산화탄소를 절반 이하로 배출하며, 매장량도 풍부해 차세대 에너지로 개발될 가능성이 아주 높다. 19세기가 석탄, 20세기가 석유의 시대라면 21세기는 메탄 하이드레이트의 시대라는 예측도 나오고 있다.

### 오일샌드: 배럴당 25달러
오일샌드는 말 그대로 중질(重質)원유를 함유하는 모래나 사암을 말한다. 그동안 채굴비용이 높아서 경제성 문제 때문에 사용되지 않았다. 그러나, 현재는 배럴당 25달러대의 채굴비용이 들어가는 오일샌드를 주목하고 있다. 월스트리트저널은 최근 캐나다 앨버타주에 몰리고 있는 국제적 에너지투자 열기를 소개하면서 19세기 `골드러시'에까지 비유했다. 앨버타주를 중심으로 다량의 오일샌드를 가지고 있는 캐나다의 경우, 오일샌드를 제외 한 순위에서는 22위에 불과하지만 오일샌드를 포함시키면 이란, 이라크, 쿠웨이트보 다 앞선 세계 3위의 석유대국이 된다.

### 태양전지: 배럴당 160달러
태양광 발전의 관건은 빛을 한군데로 모을 수 있는 기술인데, 현재의 태양전지들은 빛 효율이 20∼30%대에 그치고 있다. 경제성이 있다고 하는 40%대의 발전효율을 담보하는 반도체 소재들을 개발하기 위해 노력 중이다. 현재 석유와 동일한 에너지를 생산하는 데 드는 비용은 태양광의 경우 약 160~180달러 선이다.
여러 연구기관에서는 태양광 발전이 화석연료 수준의 경제성을 갖추려면 한국의 경우 2020년은 돼야 할 것으로 예측해 왔다. 가장 앞선 일본도 2010년으로 추산됐다. 하지만 유가 폭등으로 2년 내 배럴당 200달러 시대가 올 것이라는 전망이 나오면서 경제성을 갖추는 시기가 앞당겨지는 추세다. 미국의 태양광 발전은 오는 2015년쯤 경제성을 확보할 것으로 보고 있다.
2008년 7월, 대한민국 최대의 태양광 발전소인 LG 태안 태양광 발전소가 가동을 시작했다. 발전효율이 17%인, 14MW급 발전소이다. 북미 최대의 태양광 발전소인 미국 네바다주 넬리스 공군기지(Nellis Air Force Base)의 태양광 발전소 용량과 동일하다.

## 같이 보기
- 대체 에너지